# Betchworth
Betchworth är en civil parish i Storbritannien.   Den ligger i grevskapet Surrey och riksdelen England, i den södra delen av landet, 30 km söder om huvudstaden London.